# Mount Bernstein
Mount Bernstein är ett berg i Antarktis. Det ligger i Östantarktis. Nya Zeeland gör anspråk på området. Toppen på Mount Bernstein är 2 429 meter över havet.
Terrängen runt Mount Bernstein är varierad. Mount Bernstein är den högsta punkten i trakten. Trakten är obefolkad. Det finns inga samhällen i närheten. 